# Bettina Hürlimann
Bettina Hürlimann (* 19. Juni 1909 in Weimar als Bettina Kiepenheuer; † 9. Juli 1983 in Zollikon, Schweiz) war eine deutsch-schweizerische Kinderbuchautorin und Verlegerin.

## Leben
Bettina Hürlimann kam als Tochter des Buchhändlers Gustav Kiepenheuer und Irmgard Kiepenheuer, geb. Funke, auf die Welt. Kiepenheuer gründete im gleichen Jahr den Gustav Kiepenheuer Verlag. Die Mutter half ebenfalls im Verlag mit. Bettina war die älteste Tochter, weswegen sie sich um ihre Geschwister kümmern musste, wenn die Eltern im Verlag arbeiteten. Schon als kleines Mädchen war sie vom Verlegerberuf fasziniert.
Am Ende des Ersten Weltkrieges zogen die Kiepenheuers nach Potsdam, wo sich die Eltern einige Zeit später scheiden ließen. Die Eltern lebten danach zuerst getrennt auf zwei Hausbooten; 1921 zog Irmgard mit den Kindern in ein Haus, das „Fasanerie“ genannt wurde, doch der Vater blieb in ihrer Nähe. Die Mutter tat sich mit Hans Müller zusammen, der 1919 seinen eigenen Verlag gegründet hatte, der 1925 in „Müller & I. Kiepenheuer Verlag“ umbenannt wurde.
Neben dem Besuch des Gymnasiums begann Bettina Hürlimann früh, zu malen und sich für Kunst zu begeistern. „Das Malen und zeichnen, auch auf Schulreisen, öffnete mir die Augen für die Schönheiten der Welt und der Kunst“, hielt sie in ihrem Tagebuch fest. Diese Leidenschaft blieb ihr ein Leben lang erhalten.
Bettina Hürlimann ließ sich nach dem Abitur an der Akademie für Graphische Künste und Buchgewerbe sowie am Bibliographischen Institut in Leipzig ausbilden. Danach bewarb sie sich zum ersten Mal beim Atlantis Verlag, doch sie hatte noch zu wenig Berufserfahrung. Die darauf folgenden Jahre führten Bettina Hürlimann als Praktikantin für Typografie zuerst nach Bristol, später nach Berlin, wo sie 1931 im Atlantis Verlag eine Stelle als Volontärin antrat. Zu dieser Zeit begann sie auch, erste Artikel zu veröffentlichen. Zwei Jahre später, 1933, heiratete sie den Schweizer Verlagsleiter Martin Hürlimann. Sie bekamen vier Kinder; ihre zweite Tochter ist die bekannte Kinder- und Jugendbuchautorin Regine Schindler.
Kurz vor Beginn des Zweiten Weltkrieges zog die Familie nach Zollikon. Seit diesem Zeitpunkt arbeitete Bettina wieder im Verlag mit, wo sie sich auf die Leitung der Kinder- und Bilderbuchabteilung konzentrierte.
In den fünfziger Jahren entdeckte Bettina eine neue Leidenschaft: das Reisen. Sie war unter anderem in Großbritannien, Frankreich, Italien, Kanada und den USA. Bei einem Aufenthalt in Japan 1961 konnte sie dank einer von ihrem Mann betreuten Schweizer Buchausstellung entscheidende Kontakte zu Kinderbuchfachleuten knüpfen.
Bettina widmete sich daneben immer mehr dem Schreiben. Neben zahlreichen Artikeln erschien auch ihr Buch Die Welt im Bilderbuch, ein international erfolgreiches Werk über die Literaturgeschichte des Kinderbuches. Bettina Hürlimann arbeitete bis 1974 im Verlag. In den letzten zehn Jahren ihres Lebens war sie weltweit als Kinderbuchspezialistin bekannt. Sie war für mehrere Zeitungen tätig, hielt Vorträge auf der ganzen Welt, darunter auch vor dem Internationalen Kuratorium für das Jugendbuch, und sie war Jurymitglied der Biennale der Illustrationen Bratislava (BIB). Neben ihrer Tätigkeit als Autorin übersetzte sie auch Kinderbücher. Dank ihrer Leidenschaft und Arbeit hinterließ sie eine umfangreiche Kinderbuchsammlung, die beim Schweizerischen Institut für Kinder- und Jugendmedien (SIKJM) zugänglich ist.
Am 9. Juli 1983 starb Bettina Hürlimann nach jahrelanger Krankheit.

## Werke

### Sachbücher
- Europäische Kinderbücher in drei Jahrhunderten. Atlantis, Zürich 1959
- Jean de Brunhoff. Ein Bilderbuchautor. Maier, Ravensburg 1959
- Ton in des Schöpfers Hand. Ueberreuter, Wien 1963
- Die Welt im Bilderbuch. Moderne Kinderbilderbücher aus 24 Ländern. Mit Elisabeth Waldmann. Atlantis, Zürich 1965
- Sieben Häuser. Aufzeichnungen einer Bücherfrau. Autobiographie. Artemis, Zürich 1976

### Kinder- und Jugendbücher
- Michaels Haus. Eine Erzählung aus den Jahren nach dem Zweiten Weltkrieg. Atlantis, Zürich 1949
- Das Schiff aus Byzanz. Eine Erzählung. Fretz, Zürich 1951
- Klein und groß. Bilder von Marianne Scheel. Atlantis, Zürich 1965
- Der Knabe des Tell. Nach einer Erzählung von Jeremias Gotthelf. Mit Bildern von Paul Nussbaumer. Atlantis, Zürich 1965
- Barry. Bilderbuch. Mit Illustrationen von Paul Nussbaumer. Atlantis, Zürich 1967
- Zwischenfall in Lerida und andere Texte von Bettina Hürlimann. Atlantis, Zürich 1979